# 扎吉拉烏帕齊拉
扎吉拉乌帕齐拉是孟加拉国沙里亞德布爾縣的一个乌帕齐拉，位於達卡专区的沙里亞德布爾縣。

## 人口
據1991年孟加拉國人口普查，扎吉拉共有戶數28,716戶，人口157316人。其中男性佔比51.13%，女性佔比48.87%；成年人口72,458人。該地7歲以上人口之平均識字率為18.2%，低於全國平均值（32.4%）。